# 始对象和终对象
在数学领域，范畴C的对象I称为始对象（或初始对象），若对任何对象X，从I到X的态射唯一，或者说，C(I,X)为单元素集合。终对象（或终止对象、终结对象）是始对象的对偶概念。范畴C的对象T称为终对象，若对任何对象X，从X到T的态射唯一。若某对象即是始对象又是终对象，则称其为零对象。

## 性质
范畴的始对象或终对象不一定存在。然而，若存在多个始对象，则它们互相同构。终对象也类似。

## 例子
- 范畴Set(以集合为对象，函数为态射)的唯一始对象为空集。空集到任何集合的态射只有唯一的一个空映射。任意单元素集合均为Set的终对象。任何集合到单元素集合只有一个把所有元素都映射到该单元素的态射。单元素集合之间互相同构。Set不存在零对象。

- 由非空集合组成的范畴中不存在始对象。单元素集合仅为终对象，而非始对象：给定一非空集合，将该单元素映射到该集合不同元素的态射是不同的。

- 由点集合组成的范畴（对象为标记出一个特殊元素a的非空集合A，记为(A,a)；从(A,a)到(B,b)的态射为满足f(a) = f(b)的函数f : A → B）：任意单元素集合为零对象。类似地，在由标记了特殊元素的拓扑空间组成的范畴中，任意单元素空间为零对象。

- 范畴Grp(以群为对象，群同态为映射)：只包含一个单位元素的单元素群即是始对象，又是终对象，故为Grp的零对象。对阿贝尔群范畴与佈於一个固定的环上的左模也一样，这是零对象一词的来由。

- 由环组成的范畴：整数环（或其它与之同构的环）为始对象。只包含一个元素0（=1）的平凡环为终对象。

- 在概形的范畴中，Z的交换环谱是终对象。空概形（即平凡环的谱）是始对象。

- 由域组成的范畴：不存在始对象或终对象。

- 任意偏序集合(P,≤)可看作一个范畴：P的元素为对象，x到y存在一个态射当且仅当x ≤ y。该范畴存在始对象当且仅当P存在一最小元素；类似地，该范畴存在终对象当且仅当P存在最大元素。始对象和终对象的命名在这里得到很直观地体现。

- 由图组成的范畴：空图（没有顶点和边）为始对象。只有一个顶点和一条该顶点到自身的边的图为终对象。由简图（不允许回路）组成的范畴无终对象。

- 以所有小范畴为对象、函子为态射的范畴：类似上例，空范畴为始对象。只有一个对象和一个从该对象到自身态射的范畴为终对象。

- 任意拓扑空间X可看作一个范畴：所有开集为对象，从开集U到V存在一个态射当且仅当U ⊂ V。该范畴中，空集为始对象，X为终对象。

- 设X为一拓扑空间（按上述方法看作一范畴），C为一小范畴。定义由从X到C的所有逆变函子为对象，自然变换为态射的范畴。该范畴称为X上以C为值的预层范畴。如果C存在始对象c，则将任何开集映射为c的常函子为该范畴的始对象（始预层）。类似，如果C存在终对象，则对应该终对象的常函子为此范畴的终预层。

- 给定阿贝尔群的一群同态f : A → B，考虑以二元组(X,φ)为对象的范畴（其中X为阿贝尔群，φ : X → A为满足f φ = 0的群同态），其从(X, φ)到(Y, ψ)的态射为满足ψ r = φ的群同态r : X → Y：f的核即为该范畴的终对象。上述即为核的泛性质。类似地，f的上核为相应范畴的始对象。

- 函子的极限也可类似处理。给定函子F : I → C，定义范畴Cone(F)如下：其对象为二元组(X, (φi))，其中X为C的对象，且对任意I的对象i，φi : X → F(i)为C中满足对I中任意态射ρ : i → j都有F(ρ)φi = φj的态射；从(X, (φi))到(Y, (ψi))的态射r为满足对任意I的对象i都有ψi r = φi的C的态射r : X → Y。极限的泛性质可表示如下：(X, (φi))为Cone(F)的终对象当且仅当其为F的极限。

- 更一般的规律是：任何具有泛性质的构造都可看作适当范畴的始对象或终对象。